# Segunda División de México 1978-79
La Temporada 1978-79 de la Segunda División de México fue el XXX torneo de la historia de la segunda categoría del fútbol mexicano. El Atlas de Guadalajara se proclamó campeón por segunda ocasión, tras vencer al Club Deportivo Cuautla en la serie final por el campeonato. Los Rojinegros de esta manera retornaron a la Primera División un año después de haber descendido a la Segunda categoría.

## Cambios
- Zacatepec ascendió a Primera División.
- Atlas descendió desde el máximo circuito.
- Ciudad Victoria descendió a Tercera Divsión.
- Zamora y Universidad Veracruzana de Coatzacoalcos ascendieron desde dicha categoría.
- Estudiantes de Querétaro fue renombrado como Atletas Campesinos y Querétaro FC como Atletas Industriales, debido a que ambos equipos fueron comprados por el mismo propietario.[3][4]
- Tecnológico de Celaya, Bravos de Madero e Inter de Acapulco desaparecieron antes de iniciar esta temporada, por lo que el torneo fue disputado por 22 equipos.

## Formato de competencia
Los veintidós equipos se dividen en dos grupos de seis y otro par de cinco clubes, manteniendo los juegos entre los 22 en formato de todos contra todos a visita recíproca en 42 jornadas. Los dos primeros lugares de cada agrupación se clasifican a la liguilla en donde los ocho clubes se reparten en dos grupos de cuatro conjuntos, siendo los líderes los que jugarán la final por el campeonato a visita recíproca.  Por su parte, el último lugar en puntaje descenderá a la Tercera División.

## Equipos participantes

### Equipos por Entidad Federativa
| Entidad Federativa | N.º | Equipos                                    |
| ------------------ | --- | ------------------------------------------ |
| Jalisco            | 4   | Atlas, Bachilleres, Nacional y Tapatío     |
| Michoacán          | 3   | La Piedad, Morelia y Zamora                |
| Veracruz           | 3   | U.V. Coatzacoalcos, U.V. Córdoba y Tuberos |
| Estado de México   | 2   | Osos Grises y Neza                         |
| Guanajuato         | 2   | Irapuato y Salamanca                       |
| Morelos            | 2   | Cuautla y Morelos                          |
| Querétaro          | 2   | Atletas Campesinos y Atletas Industriales  |
| Colima             | 1   | Colima                                     |
| Hidalgo            | 1   | Pachuca                                    |
| Nayarit            | 1   | Tepic                                      |
| Puebla             | 1   | Nuevo Necaxa                               |

### Información sobre los equipos participantes
| Equipo                | Ciudad                                  | Estadio                |
| --------------------- | --------------------------------------- | ---------------------- |
| Atlas                 | Guadalajara, Jalisco                    | Jalisco                |
| Atletas Campesinos    | Santiago de Querétaro, Querétaro        | Municipal de Querétaro |
| Atletas Industriales  | Santiago de Querétaro, Querétaro        | Municipal de Querétaro |
| Atlético Morelia      | Morelia, Michoacán                      | Venustiano Carranza    |
| Bachilleres           | Ocotlán, Jalisco                        | Municipal de Ocotlán   |
| Colima                | Colima, Colima                          | Colima                 |
| Coyotes Neza          | Ciudad Nezahualcóyotl, Estado de México | Metropolitano de Neza  |
| Cuautla               | Cuautla, Morelos                        | Isidro Gil Tapia       |
| Estado de México      | Toluca, Estado de México                | Toluca 70'             |
| Irapuato              | Irapuato, Guanajuato                    | Irapuato               |
| La Piedad             | La Piedad, Michoacán                    | Juan N. López          |
| Morelos               | Cuernavaca, Morelos                     | Centenario             |
| Nacional              | Ciudad Guzmán, Jalisco                  | Municipal Santa Rosa   |
| Nuevo Necaxa          | Nuevo Necaxa, Puebla                    | 14 de Diciembre        |
| Pachuca               | Pachuca, Hidalgo                        | Revolución Mexicana    |
| Salamanca             | Salamanca, Guanajuato                   | El Molinito            |
| Tapatío               | Guadalajara, Jalisco                    | Anacleto Macías        |
| Tepic                 | Tepic, Nayarit                          | Nicolás Álvarez Ortega |
| Tuberos de Veracruz   | Veracruz, Veracruz                      | Veracruzano            |
| U.V. de Coatzacoalcos | Coatzacoalcos, Veracruz                 | Miguel Hidalgo         |
| U.V. de Córdoba       | Córdoba, Veracruz                       | Rafael Murillo Vidal   |
| Zamora                | Zamora, Michoacán                       | Municipal de Zamora    |

## Grupos

### Grupo 1
| Pos. | Equipo             | Pts. | PJ | G  | E  | P  | GF | GC | Dif. | Clasificación               |
| ---- | ------------------ | ---- | -- | -- | -- | -- | -- | -- | ---- | --------------------------- |
| 1    | Atlas (C)          | 66   | 42 | 21 | 11 | 10 | 69 | 39 | +30  | Cuadrangular de la liguilla |
| 2    | Atlético Morelia   | 64   | 42 | 21 | 10 | 11 | 67 | 43 | +24  | Cuadrangular de la liguilla |
| 3    | Atletas Campesinos | 50   | 42 | 16 | 8  | 18 | 58 | 52 | +6   |                             |
| 4    | Nuevo Necaxa       | 50   | 42 | 14 | 14 | 14 | 54 | 60 | −6   |                             |
| 5    | Bachilleres        | 43   | 42 | 10 | 16 | 16 | 48 | 70 | −22  |                             |

 Fuente: RSSSF

### Grupo 2
| Pos. | Equipo           | Pts. | PJ | G  | E  | P  | GF | GC | Dif. | Clasificación               |
| ---- | ---------------- | ---- | -- | -- | -- | -- | -- | -- | ---- | --------------------------- |
| 1    | Deportivo Tepic  | 59   | 42 | 18 | 13 | 11 | 62 | 46 | +16  | Cuadrangular de la liguilla |
| 2    | Estado de México | 58   | 42 | 19 | 8  | 15 | 64 | 46 | +18  | Cuadrangular de la liguilla |
| 3    | Irapuato         | 55   | 42 | 15 | 15 | 12 | 69 | 57 | +12  |                             |
| 4    | Coyotes Neza     | 49   | 42 | 15 | 14 | 13 | 52 | 48 | +4   |                             |
| 5    | Salamanca        | 41   | 42 | 11 | 15 | 16 | 48 | 61 | −13  |                             |
| 6    | Pachuca          | 39   | 42 | 13 | 9  | 20 | 51 | 70 | −19  |                             |

 Fuente: RSSSF

### Grupo 3
| Pos. | Equipo               | Pts. | PJ | G  | E  | P  | GF | GC | Dif. | Clasificación               |
| ---- | -------------------- | ---- | -- | -- | -- | -- | -- | -- | ---- | --------------------------- |
| 1    | Atletas Industriales | 58   | 42 | 17 | 14 | 11 | 61 | 41 | +20  | Cuadrangular de la liguilla |
| 2    | Cuautla              | 44   | 42 | 11 | 18 | 13 | 49 | 54 | −5   | Cuadrangular de la liguilla |
| 3    | Tapatío              | 39   | 42 | 10 | 15 | 17 | 49 | 61 | −12  |                             |
| 4    | UV de Coatzacoalcos  | 38   | 42 | 13 | 9  | 20 | 43 | 65 | −22  |                             |
| 5    | Morelos (D)          | 34   | 42 | 9  | 11 | 22 | 47 | 72 | −25  | Descenso de categoría       |

 Fuente: RSSSF

### Grupo 4
| Pos. | Equipo              | Pts. | PJ | G  | E  | P  | GF | GC | Dif. | Clasificación               |
| ---- | ------------------- | ---- | -- | -- | -- | -- | -- | -- | ---- | --------------------------- |
| 1    | Zamora              | 53   | 42 | 16 | 12 | 14 | 60 | 58 | +2   | Cuadrangular de la liguilla |
| 2    | La Piedad           | 49   | 42 | 12 | 20 | 10 | 53 | 50 | +3   | Cuadrangular de la liguilla |
| 3    | Tuberos de Veracruz | 49   | 42 | 15 | 14 | 13 | 56 | 58 | −2   |                             |
| 4    | Nacional            | 49   | 42 | 14 | 16 | 12 | 55 | 57 | −2   |                             |
| 5    | UV de Córdoba       | 46   | 42 | 12 | 18 | 12 | 55 | 60 | −5   |                             |
| 6    | Colima              | 45   | 42 | 12 | 16 | 14 | 52 | 54 | −2   |                             |

 Fuente: RSSSF

## Tabla general
| Pos. | Equipo               | Pts. | PJ | G  | E  | P  | GF | GC | Dif. | Clasificación               |
| ---- | -------------------- | ---- | -- | -- | -- | -- | -- | -- | ---- | --------------------------- |
| 1    | Atlas (C)            | 66   | 42 | 21 | 11 | 10 | 69 | 39 | +30  | Cuadrangular de la liguilla |
| 2    | Atlético Morelia     | 64   | 42 | 21 | 10 | 11 | 67 | 43 | +24  | Cuadrangular de la liguilla |
| 3    | Deportivo Tepic      | 59   | 42 | 18 | 13 | 11 | 62 | 46 | +16  | Cuadrangular de la liguilla |
| 4    | Atletas Industriales | 58   | 42 | 17 | 14 | 11 | 61 | 41 | +20  | Cuadrangular de la liguilla |
| 5    | Estado de México     | 58   | 42 | 19 | 8  | 15 | 64 | 46 | +18  | Cuadrangular de la liguilla |
| 6    | Irapuato             | 55   | 42 | 15 | 15 | 12 | 69 | 57 | +12  |                             |
| 7    | Zamora               | 53   | 42 | 16 | 12 | 14 | 60 | 58 | +2   | Cuadrangular de la liguilla |
| 8    | Atletas Campesinos   | 50   | 42 | 16 | 8  | 18 | 58 | 52 | +6   |                             |
| 9    | Nuevo Necaxa         | 50   | 42 | 14 | 14 | 14 | 54 | 60 | −6   |                             |
| 10   | Coyotes Neza         | 49   | 42 | 15 | 14 | 13 | 52 | 48 | +4   |                             |
| 11   | La Piedad            | 49   | 42 | 12 | 20 | 10 | 53 | 50 | +3   | Cuadrangular de la liguilla |
| 12   | Tuberos de Veracruz  | 49   | 42 | 15 | 14 | 13 | 56 | 58 | −2   |                             |
| 13   | Nacional             | 49   | 42 | 14 | 16 | 12 | 55 | 57 | −2   |                             |
| 14   | UV de Córdoba        | 46   | 42 | 12 | 18 | 12 | 55 | 60 | −5   |                             |
| 15   | Colima               | 45   | 42 | 12 | 16 | 14 | 52 | 54 | −2   |                             |
| 16   | Cuautla              | 44   | 42 | 11 | 18 | 13 | 49 | 54 | −5   | Cuadrangular de la liguilla |
| 17   | Bachilleres          | 43   | 42 | 10 | 16 | 16 | 48 | 70 | −22  |                             |
| 18   | Salamanca            | 41   | 42 | 11 | 15 | 16 | 48 | 61 | −13  |                             |
| 19   | Tapatío              | 39   | 42 | 10 | 15 | 17 | 49 | 61 | −12  |                             |
| 20   | Pachuca              | 39   | 42 | 13 | 9  | 20 | 51 | 70 | −19  |                             |
| 21   | UV de Coatzacoalcos  | 38   | 42 | 13 | 9  | 20 | 43 | 65 | −22  |                             |
| 22   | Morelos (D)          | 34   | 42 | 9  | 11 | 22 | 47 | 72 | −25  | Descenso de categoría       |

 Fuente: RSSSF

## Resultados
| Local \ Visitante    | ATS | ATC | ATI | BAC | COL | COY | CUA | EDM | IRA | LPD | MOR | MOS | NAC | NEC | PAC | SAL | TAP | TEP | TUB | UVCt | UVCr | ZAM |
| -------------------- | --- | --- | --- | --- | --- | --- | --- | --- | --- | --- | --- | --- | --- | --- | --- | --- | --- | --- | --- | ---- | ---- | --- |
| Atlas                | —   | 2–4 | 0–0 | 1–2 | 3–1 | 2–0 | 1–0 | 1–0 | 2–0 | 1–1 | 2–1 | 4–0 | 4–0 | 6–1 | 3–1 | 4–1 | 1–1 | 2–1 | 2–1 | 4–1  | 4–0  | 3–0 |
| Atletas Campesinos   | 1–0 | —   | 0–0 | 4–0 | 4–0 | 1–1 | 0–0 | 0–3 | 4–2 | 0–2 | 3–2 | 2–1 | 2–0 | 0–0 | 2–0 | 3–0 | 1–1 | 0–1 | 4–1 | 2–0  | 2–1  | 0–1 |
| Atletas Industriales | 0–1 | 2–1 | —   | 4–0 | 0–0 | 3–1 | 2–2 | 4–4 | 0–2 | 0–1 | 0–0 | 3–0 | 0–0 | 2–1 | 5–0 | 1–0 | 3–1 | 2–0 | 1–1 | 3–2  | 4–2  | 3–2 |
| Bachilleres          | 1–1 | 4–2 | 1–3 | —   | 2–1 | 0–0 | 0–0 | 0–1 | 2–0 | 1–1 | 1–2 | 2–0 | 0–0 | 0–0 | 4–2 | 1–1 | 3–3 | 2–2 | 1–1 | 3–1  | 2–0  | 0–0 |
| Colima               | 0–0 | 3–0 | 0–0 | 2–0 | —   | 2–0 | 2–2 | 1–0 | 3–1 | 2–2 | 3–3 | 3–2 | 2–1 | 1–0 | 0–0 | 1–3 | 4–0 | 1–1 | 1–1 | 1–2  | 0–0  | 3–2 |
| Coyotes Neza         | 2–0 | 1–1 | 0–0 | 3–0 | 1–0 | —   | 1–2 | 1–0 | 3–1 | 1–1 | 1–1 | 3–0 | 1–1 | 2–1 | 3–2 | 1–0 | 1–1 | 2–1 | 2–2 | 1–0  | 4–1  | 1–2 |
| Cuautla              | 0–0 | 0–0 | 1–0 | 2–0 | 0–0 | 1–0 | —   | 1–1 | 2–2 | 4–1 | 0–1 | 1–1 | 4–1 | 1–2 | 0–1 | 3–2 | 1–3 | 3–1 | 1–1 | 0–0  | 2–2  | 2–1 |
| Estado de México     | 3–0 | 0–1 | 0–1 | 1–0 | 3–1 | 0–0 | 1–1 | —   | 3–0 | 3–2 | 0–2 | 2–0 | 3–1 | 0–2 | 1–0 | 2–0 | 4–1 | 3–2 | 2–0 | 4–0  | 1–1  | 3–0 |
| Irapuato             | 0–0 | 1–0 | 2–0 | 3–3 | 2–0 | 2–2 | 5–2 | 2–2 | —   | 0–0 | 1–0 | 3–1 | 5–0 | 2–1 | 6–1 | 1–2 | 3–1 | 1–0 | 1–1 | 3–1  | 2–3  | 1–1 |
| La Piedad            | 2–1 | 2–2 | 3–3 | 3–0 | 2–1 | 0–1 | 3–3 | 1–1 | 1–0 | —   | 0–0 | 0–0 | 0–0 | 1–3 | 2–0 | 2–0 | 0–1 | 1–1 | 0–0 | 3–1  | 1–1  | 2–2 |
| Morelia              | 2–3 | 4–3 | 1–2 | 3–0 | 2–1 | 2–1 | 2–0 | 3–0 | 1–1 | 0–1 | —   | 3–1 | 1–0 | 1–1 | 0–1 | 3–1 | 2–2 | 5–1 | 3–0 | 2–0  | 2–3  | 1–1 |
| Morelos              | 1–0 | 2–0 | 1–1 | 0–1 | 2–2 | 3–2 | 2–0 | 4–3 | 1–1 | 1–2 | 0–2 | —   | 2–1 | 2–2 | 2–3 | 2–0 | 0–0 | 1–1 | 1–2 | 3–0  | 1–3  | 3–0 |
| Nacional             | 1–0 | 2–1 | 1–1 | 6–1 | 1–1 | 2–2 | 3–1 | 1–2 | 3–1 | 3–2 | 0–2 | 1–0 | —   | 2–2 | 2–1 | 0–0 | 2–2 | 1–1 | 3–1 | 0–0  | 2–1  | 1–1 |
| Nuevo Necaxa         | 1–3 | 2–1 | 1–0 | 3–1 | 0–0 | 1–1 | 0–1 | 2–1 | 0–0 | 2–1 | 2–0 | 2–1 | 1–3 | —   | 2–0 | 1–1 | 1–1 | 3–1 | 2–0 | 1–2  | 1–1  | 1–1 |
| Pachuca              | 0–2 | 1–0 | 2–2 | 2–2 | 3–2 | 2–0 | 1–1 | 0–1 | 2–3 | 1–0 | 3–1 | 1–1 | 2–3 | 4–2 | —   | 3–2 | 0–1 | 0–1 | 1–3 | 1–0  | 1–0  | 4–0 |
| Salamanca            | 0–0 | 0–3 | 1–0 | 2–0 | 3–2 | 3–2 | 0–1 | 1–3 | 0–0 | 2–2 | 1–1 | 1–1 | 1–1 | 1–1 | 1–1 | —   | 0–1 | 2–1 | 2–1 | 3–0  | 1–1  | 2–1 |
| Tapatío              | 0–1 | 0–1 | 0–2 | 0–2 | 1–1 | 1–2 | 2–2 | 0–0 | 1–4 | 0–1 | 0–1 | 3–0 | 0–1 | 4–1 | 1–1 | 1–3 | —   | 2–2 | 2–1 | 4–0  | 0–1  | 2–2 |
| Tepic                | 0–0 | 1–0 | 1–0 | 2–1 | 2–0 | 2–1 | 3–0 | 1–0 | 0–0 | 2–2 | 0–1 | 3–0 | 1–1 | 4–0 | 3–1 | 2–0 | 0–1 | —   | 3–0 | 2–2  | 2–2  | 2–0 |
| Tuberos              | 1–1 | 2–1 | 2–1 | 4–1 | 1–0 | 0–0 | 0–0 | 2–1 | 3–3 | 1–1 | 0–2 | 2–1 | 0–0 | 4–0 | 1–0 | 3–1 | 2–1 | 1–3 | —   | 2–1  | 3–1  | 1–0 |
| U.V. Coatzacoalcos   | 2–1 | 1–0 | 2–1 | 0–0 | 0–0 | 0–1 | 3–2 | 2–1 | 2–0 | 3–0 | 0–1 | 3–3 | 2–1 | 0–2 | 1–1 | 2–2 | 0–1 | 0–1 | 1–0 | —    | 0–0  | 2–0 |
| U.V. Córdoba         | 3–3 | 3–1 | 0–2 | 1–1 | 1–2 | 1–0 | 1–0 | 2–1 | 1–1 | 1–1 | 1–1 | 1–0 | 2–1 | 1–1 | 4–1 | 0–0 | 3–1 | 1–1 | 2–2 | 1–2  | —    | 0–0 |
| Zamora               | 3–0 | 3–1 | 1–0 | 3–3 | 1–2 | 3–0 | 2–0 | 2–0 | 2–1 | 1–0 | 2–0 | 3–0 | 1–2 | 2–1 | 0–0 | 2–2 | 1–1 | 1–3 | 3–2 | 4–2  | 3–1  | —   |

## Liguilla por el título

### Grupo A
| Pos. | Equipo               | Pts. | PJ | G | E | P | GF | GC | Dif. | Clasificación     |
| ---- | -------------------- | ---- | -- | - | - | - | -- | -- | ---- | ----------------- |
| 1    | Atlas                | 10   | 6  | 3 | 1 | 2 | 11 | 5  | +6   | Acceso a la final |
| 2    | Estado de México     | 9    | 6  | 4 | 1 | 1 | 6  | 3  | +3   |                   |
| 3    | Atletas Industriales | 6    | 6  | 2 | 0 | 4 | 5  | 9  | −4   |                   |
| 4    | La Piedad            | 4    | 6  | 2 | 0 | 4 | 4  | 10 | −6   |                   |

 Fuente: [cita requerida]

#### Resultados
| Local \ Visitante    | ATS | ATI | EDM | LPD |
| -------------------- | --- | --- | --- | --- |
| Atlas                | —   | 4–0 | 0–0 | 3–0 |
| Atletas Industriales | 2–0 | —   | 1–2 | 2–0 |
| Estado de México     | 2–1 | 1–0 | —   | 1–0 |
| La Piedad            | 1–3 | 2–1 | 1–0 | —   |

### Grupo B
| Pos. | Equipo           | Pts. | PJ | G | E | P | GF | GC | Dif. | Clasificación     |
| ---- | ---------------- | ---- | -- | - | - | - | -- | -- | ---- | ----------------- |
| 1    | Cuautla          | 11   | 6  | 4 | 1 | 1 | 11 | 6  | +5   | Acceso a la final |
| 2    | Deportivo Tepic  | 10   | 6  | 4 | 0 | 2 | 11 | 8  | +3   |                   |
| 3    | Zamora           | 8    | 6  | 3 | 1 | 2 | 6  | 5  | +1   |                   |
| 4    | Atlético Morelia | 0    | 6  | 0 | 0 | 6 | 5  | 14 | −9   |                   |

 Fuente: [cita requerida]

#### Resultados
| Local \ Visitante | CUA | MOR | TEP | ZAM |
| ----------------- | --- | --- | --- | --- |
| Cuautla           | —   | 3–2 | 3–1 | 2–0 |
| Morelia           | 1–2 | —   | 1–3 | 0–3 |
| Tepic             | 2–1 | 2–1 | —   | 3–1 |
| Zamora            | 0–0 | 1–0 | 1–0 | —   |

### Final
La serie final del torneo enfrentó a los equipos del Atlas de Guadalajara y el Club Deportivo Cuautla. Siendo la ida en el Estado de Morelos y la vuelta en la capital de Jalisco.
| 17 de junio de 1979 | Cuautla | 1-2 | Atlas | Estadio Isidro Gil Tapia, Cuautla |  |

| 22 de junio de 1979                                                               | Atlas | 1-1 | Cuautla | Estadio Jalisco, Guadalajara |  |
| Atlas campeón de la Temporada 1978-79 y asciende a la Primera División Global 3-2 |       |     |         |                              |  |

|                            |
| Atlas Campeón 3.er título. |